# Song Se-ra
Song Se-ra (송세라?; Contea di Geumsan, 6 settembre 1993) è una schermitrice sudcoreana, specializzata nella spada.

## Palmarès
- Giochi olimpici

Tokyo 2020: argento nella spada a squadre.
- Mondiali

Il Cairo 2022: oro nella spada individuale e nella spada a squadre.
Milano 2023: bronzo nella spada a squadre.
Tbilisi 2025: bronzo nella spada individuale e nella spada a squadre.